# فراه

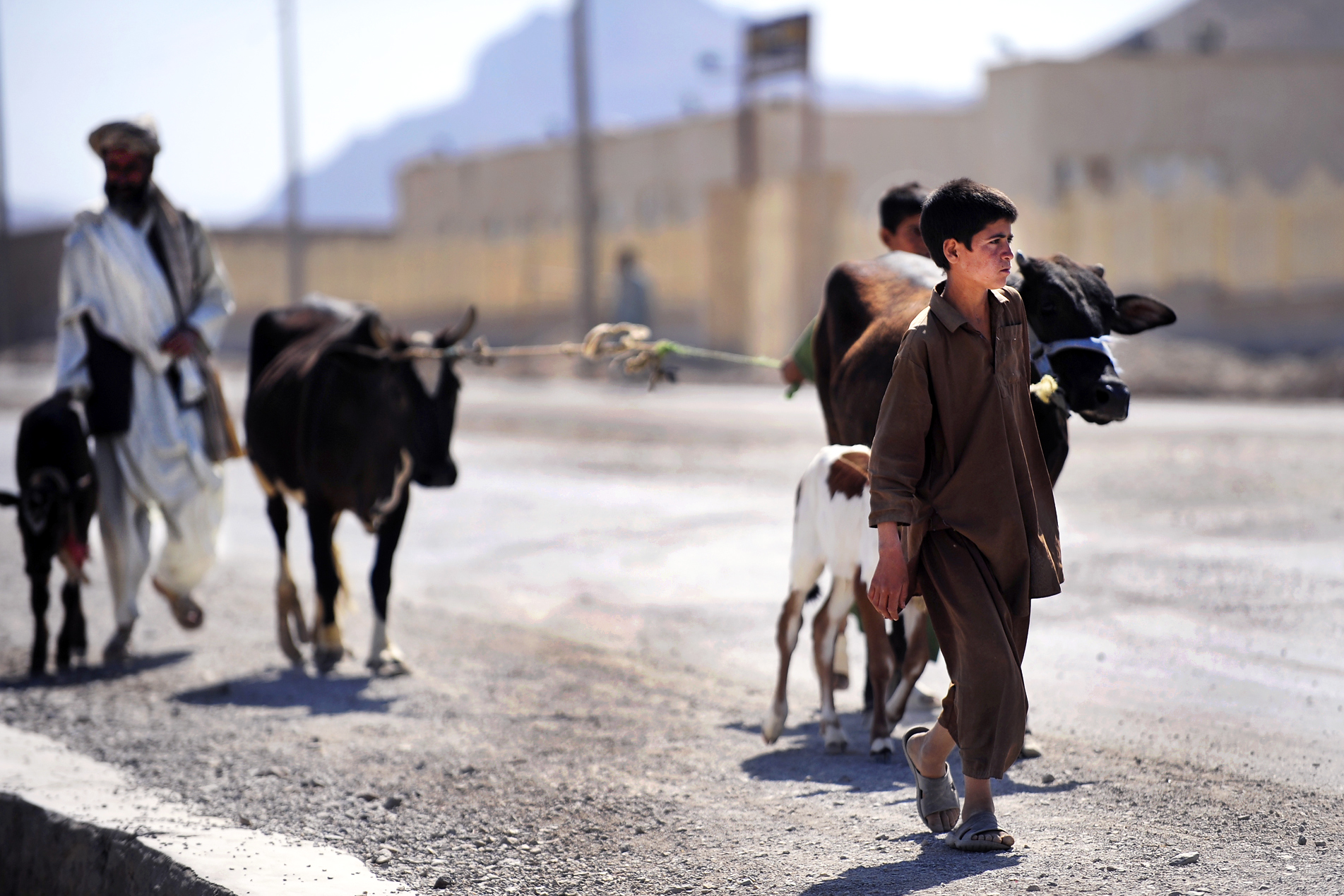
فَراه یکی از شهرهای افغانستان و مرکز ولایت فراه

فَراه یکی از شهرهای افغانستان و مرکز ولایت فراه است که در بخش لوی قندهار قرار دارد. فراه از لحاظ استراتژیک تنها گذرگاه مرزی افغانستان به‌شمار می‌رود که در مسیر تجارت بین آسیای میانه و آسیای جنوبی با خاورمیانه از اهمیت قابل توجهی برای تمام افغانان است. 
صد سال قبل شهر کنونی فراه در شهر کهنهٔ (قلعهٔ تاریخی فریدون) موقعیت داشت. همچنان قلعهٔ تاریخی کک کهزاد (کافرقلعه) نیز در چند کیلومتری شهر فراه موقعیت دارد. رود بزرگ فراه در نزدیکی غرب شهر فراه جریان دارد. این شهر در چند سال گذشته وسعت یافته و ادارهٔ مرکزی احصایه جمعیت آن را ۱۲۷٬۰۴۷  تن تخمین کرده‌است باشندگان این ولسوالی را پشتون‌ها ها تشکیل میدهند .

## نام
برگرفته از نام شهر فرادا (به یونانی باستان/لاتین: Phrada)، با پیشینهٔ تاریخیِ هزاره اول (پیش از میلاد). فرادا پایتخت ساتراپی زَرَنکه (به یونانی باستان/لاتین: Drangiana/درنگیانا)، یکی از ساتراپی‌های هخامنشیان بوده.
-از دوران یورش اسکندر مقدونی (در ۳۳۰ ق. م) به بعد: Prophthasia/پروفتازیا؛
-از سدهٔ اول پیش از میلاد به بعد: Phra/فرا، جزئی از سرزمین هریوه (یونانی باستان/لاتین: Aria) بوده و در مسیر جاده زمینی از شام به هند واقع بوده؛
-از دوران ساسانیان تا اکنون: فراه، سنگری مهم در مرزهای شرقی شاهنشاهی ساسانیان شمرده می‌شده و آنطور که از نام فراخکَر-پیروز پیداست، احتمالاً توسط پیروز یکم، شاهنشاه ساسانی (شاهنشاهی: ۴۵۹–۴۸۴ میلادی) دوباره آباد شده.

## مردم
بر پایۀ برآوردهای سال ۲۰۰۴ جمعیت این شهر ۱۰۹٬۴۰۹ نفر بود. مردم فراه ۹۰٪ پشتون ها و ۷٪ غیره اقلیت ها میباشند. زبان پشتو با گویش غربی زبان مادری اکثر باشندگان ولایت فراه است.

## جستار های وابسته
- فهرست شهرهای افغانستان
- ولایت فراه
- ولسوالی فراه